# 洛杉矶国际机场旅客自动输送系统
洛杉矶国际机场旅客自动输送系统（英語：LAX Automated People Mover）是洛杉矶国际机场规划中的旅客自动输送系统，输送航空乘客及员工。旅客自动输送系统将由洛杉矶世界机场设计、建设及运营。洛杉矶国际机场旅客自动输送系统是洛杉矶世界机场洛杉矶国际机场现代化总计划的一部分。

## 路线和主要车站
洛杉矶国际机场旅客自动输送系统西端经航站楼区域间的96街，东至航空大道。洛杉矶世界机场期望航空大道与航站楼间的旅行时间为约五分钟。
旅客自动输送系统将被设计以连接以下节点：
- 中央航站楼区（CTA）：机场包括航站楼、塔台及管理机构的部分。中央航站楼区将设置数座车站，服务机场的全部航站楼；
- 联合交通中心（ITC）：建议中的多种运输方式的交通枢纽。联合交通中心将提供到洛杉矶轻轨C线及未来的洛杉矶轻轨K线（延伸线）的接驳，并将包括局域和区域巴士线路及付费停车。联合交通中心将位于航空大道/世纪大道；
- 地面交通中心（GTC）：建议中的旅客交通枢纽；
- 联合汽车租赁设施（RAC）：位于机场大道/96街的联合汽车租赁设施（英语：consolidated rental car facility）。

## 航空/世纪站
航空/世纪站是区域交通的重要一环，将提供洛杉矶轻轨C线、未来的洛杉矶轻轨K线（延伸线）及洛杉矶国际机场旅客自动输送系统之间的换乘。车站正在由洛杉矶郡都会运输局及洛杉矶世界机场设计，并将与轻轨K线工程共同使用。洛杉矶郡都会运输局正在完成车站的概念工程设计，并获得了联邦运输管理局用于前期工作的拨款。